# Audley Harrison
Audley Hugh Harrison (Londres, 26 de octubre de 1971) es un deportista británico que compitió por Inglaterra en boxeo.
Participó en los Juegos Olímpicos de Sídney 2000, obteniendo una medalla de oro en el peso superpesado.
En mayo de 2001 disputó su primera pelea como profesional. En su carrera profesional tuvo en total 38 combates, con un registro de 31 victorias y 7 derrotas.

## Palmarés internacional
| Juegos Olímpicos | Juegos Olímpicos   | Juegos Olímpicos | Juegos Olímpicos |
| Año              | Lugar              | Medalla          | Categoría        |
| ---------------- | ------------------ | ---------------- | ---------------- |
| 2000             | Sídney (Australia) | Medalla de oro   | +91 kg           |